# Franziska Möllingerová

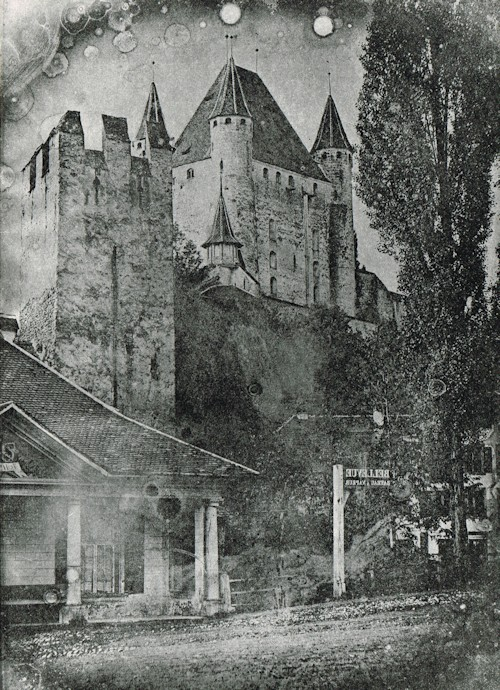
Zámek Thun (kolem 1844), jediný autorčin dochovaný daguerrotypový originál

Louise Franziska Möllingerová (nepřechýleně Louise Franziska Möllinger; 14. března 1817 Špýr – 26. února 1880 Curych) byla průkopnická švýcarská fotografka německého původu, která na počátku 40. let 19. století pracovala s daguerrotypií. Je považována za první fotografku, která působila ve Švýcarsku. Möllingerová byla také první ve Švýcarsku, která používala litografii jako prostředek k publikování více kopií svých krajin již v roce 1844.

## Životopis
Louise Franziska Möllingerová se narodila 14. března 1817 v německém Špýru a byla druhým dítětem hodináře Davida Möllingera a jeho manželky Rosiny rozené Flichtové. Po smrti svého otce v roce 1834 se rodina přestěhovala do Švýcarska.
Po celý svůj život měla Möllingerová velmi blízko ke svému staršímu bratrovi Ottovi (1814–1886), který studoval matematiku a fyziku. Od roku 1836 byl učitelem matematiky na kantonské škole v Solothurnu. Od roku 1842 Möllingerová cestovala po Švýcarsku a pořizovala daguerrotypní fotografie působivých památek a krajiny. Proces daguerrotypie byl komerčně dostupný od roku 1839 a ten rok byl předveden ve Švýcarsku.
Není příliš jasné, proč se Möllingerová začala zajímat o daguerrotypie, ale mohlo to být i proto, že její bratr Otto byl také redaktorem místního listu Solothurn, který 4. dubna 1839 zveřejnil zprávu o Daguerrově díle. Solothurner Blatt později informoval o pokroku v daguerrotypii dne 28. srpna 1839. V prosincovém vydání informoval Otto Möllinger o pokroku ještě podrobněji.
Franziska Möllingerová byla první ženou, která praktikovala fotografii ve Švýcarsku, a jednou z prvních, která vytvořila daguerrotypii.  Jako žena byla jistě výjimkou v profesi, která byla z velké části vyhrazena mužům. Protože daguerrotypie nebylo možné kopírovat a opětovně tisknout, převáděla své obrazy do litografických pohledů, které pak mohly být duplikovány. Podobně jako její švýcarský mužský protějšek Johann Baptist Isenring cestovala s karavanou, kde byla schopna zpracovávat své dagerrotypie v temné komoře.

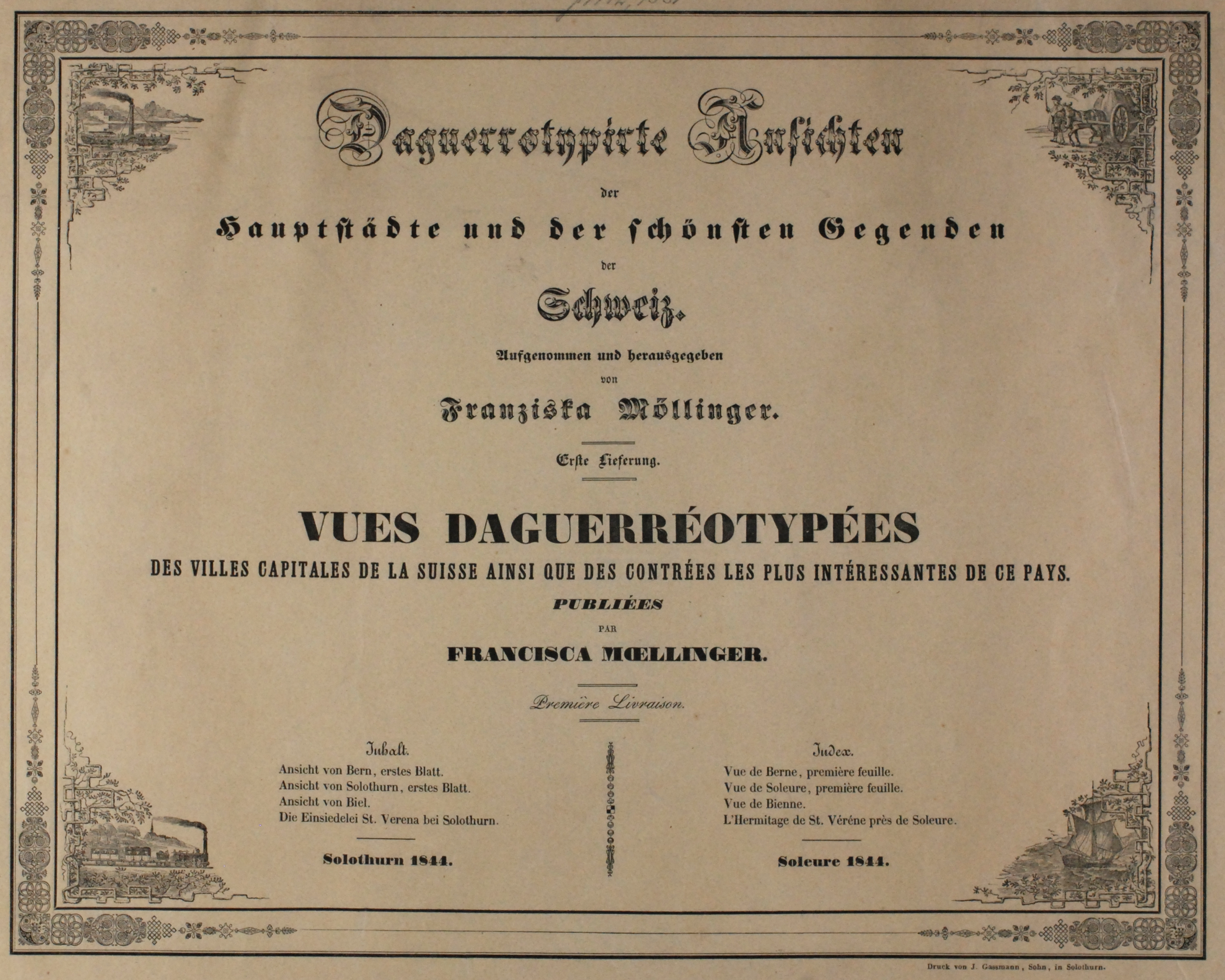
Frontispis Mönningerovy sbírky 16 litografií švýcarských venkovských a městských scén z roku 1844

Dne 8. dubna 1843 se v Solothurner Blatt č. 28 objevil inzerát oznamující, že Franziska Möllingerová je k dispozici také pro fotografování individuálních a rodinných portrétů. 
V roce 1844 Möllingerová zveřejnila první čtyři litografie ze svých daguerrotypií, které vytvořila ve svém ateliéru v Solothurnu. Ve stejném roce vydala první knihu litografií založených na daguerrotypii v němčině. Byla nazvána Daguerreotypirte Ansichten der Hauptstädte und der schönsten Gegenden der Schweiz - Vues daguerréotypées des villes capitales de la Suisse ainsi que des contrées les plus intéressantes de ce pays. 
O životě Möllingerové se toho ví jen málo. V roce 1868 se se svým bratrem přestěhovala do Curychu, kde si otevřeli soukromou školu. Následovala podobná instituce ve Flunternu. Po delší nemoci, pravděpodobně v důsledku otravy rtutí během vyvolávání fotografií, Franziska Möllingerová zemřela na plicní komplikace v Curychu dne 26. února 1880.

## Galerie litografií
Toto je výběr litografií Möllingerové publikovaných v roce 1844 na základě jejích daguerrotypií: 

### Městské scény

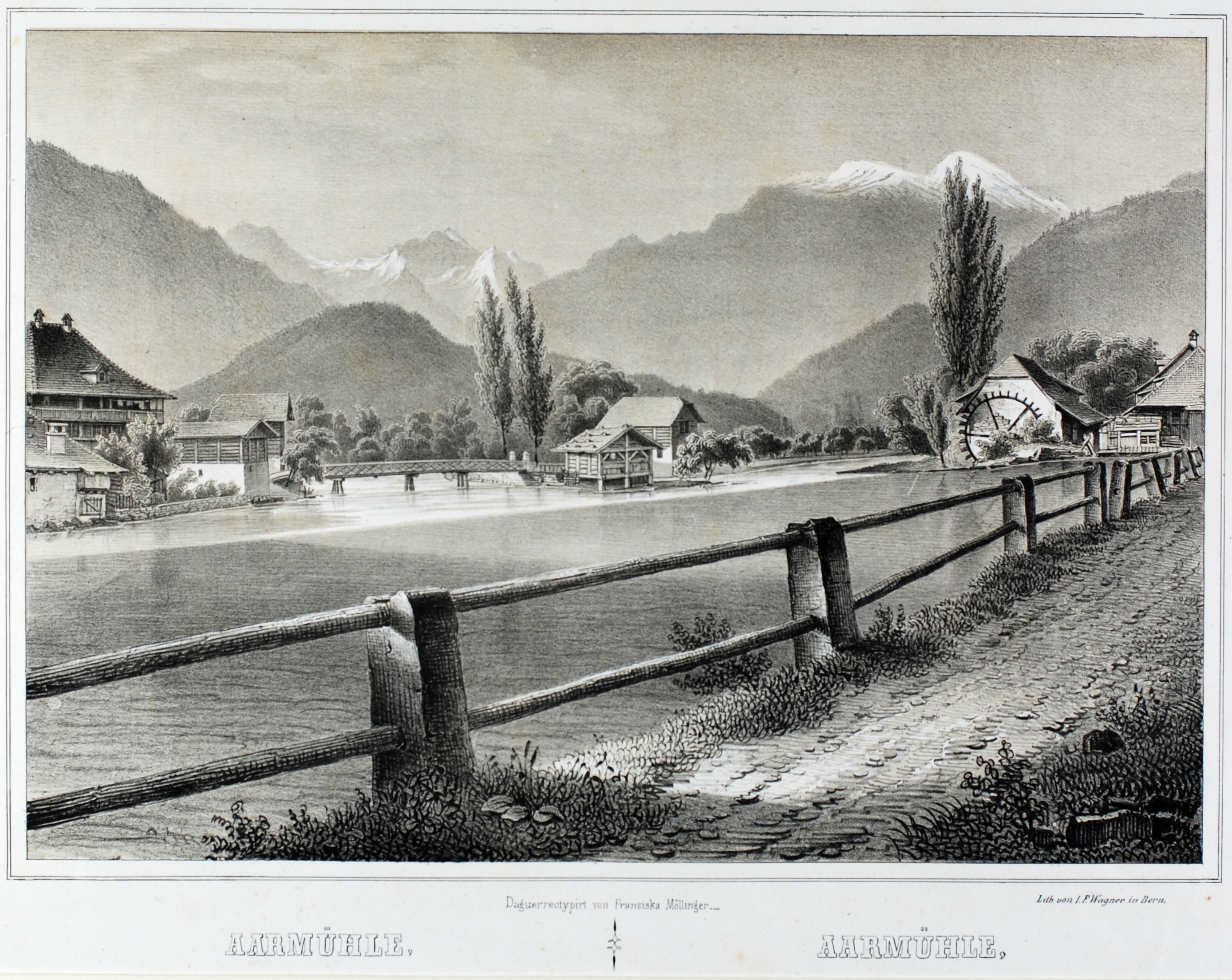
Aarmühle
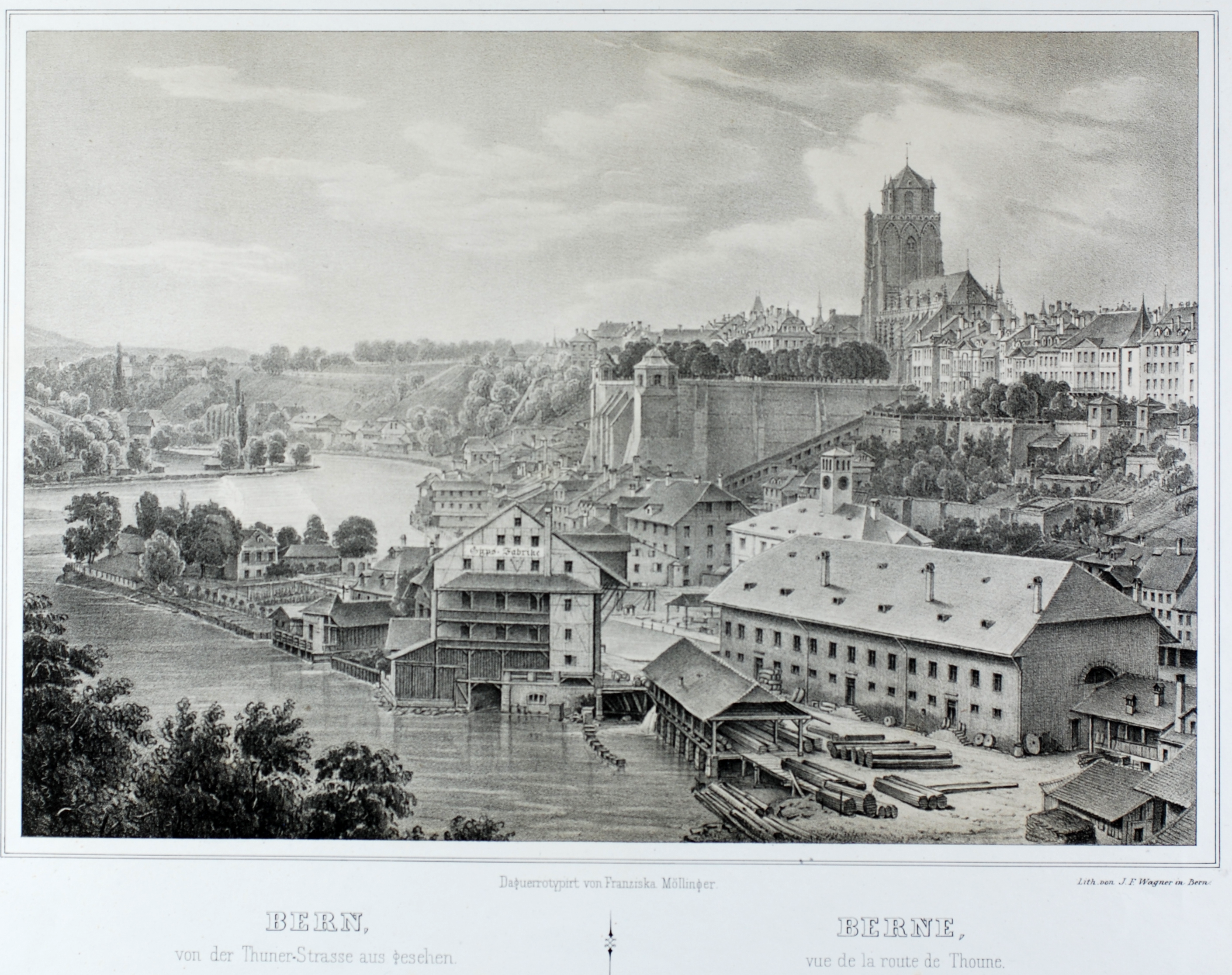
Bern
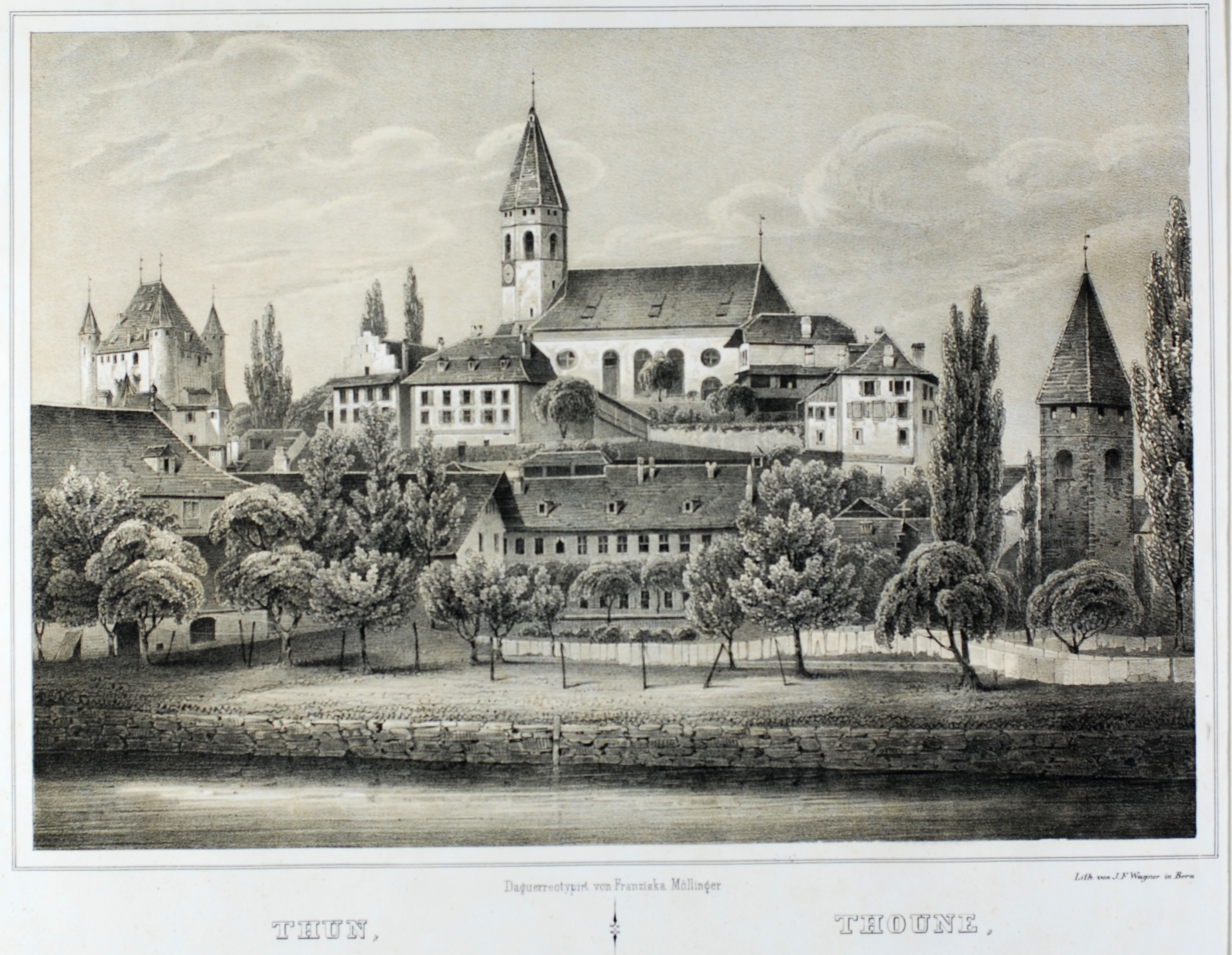
Faulhorn
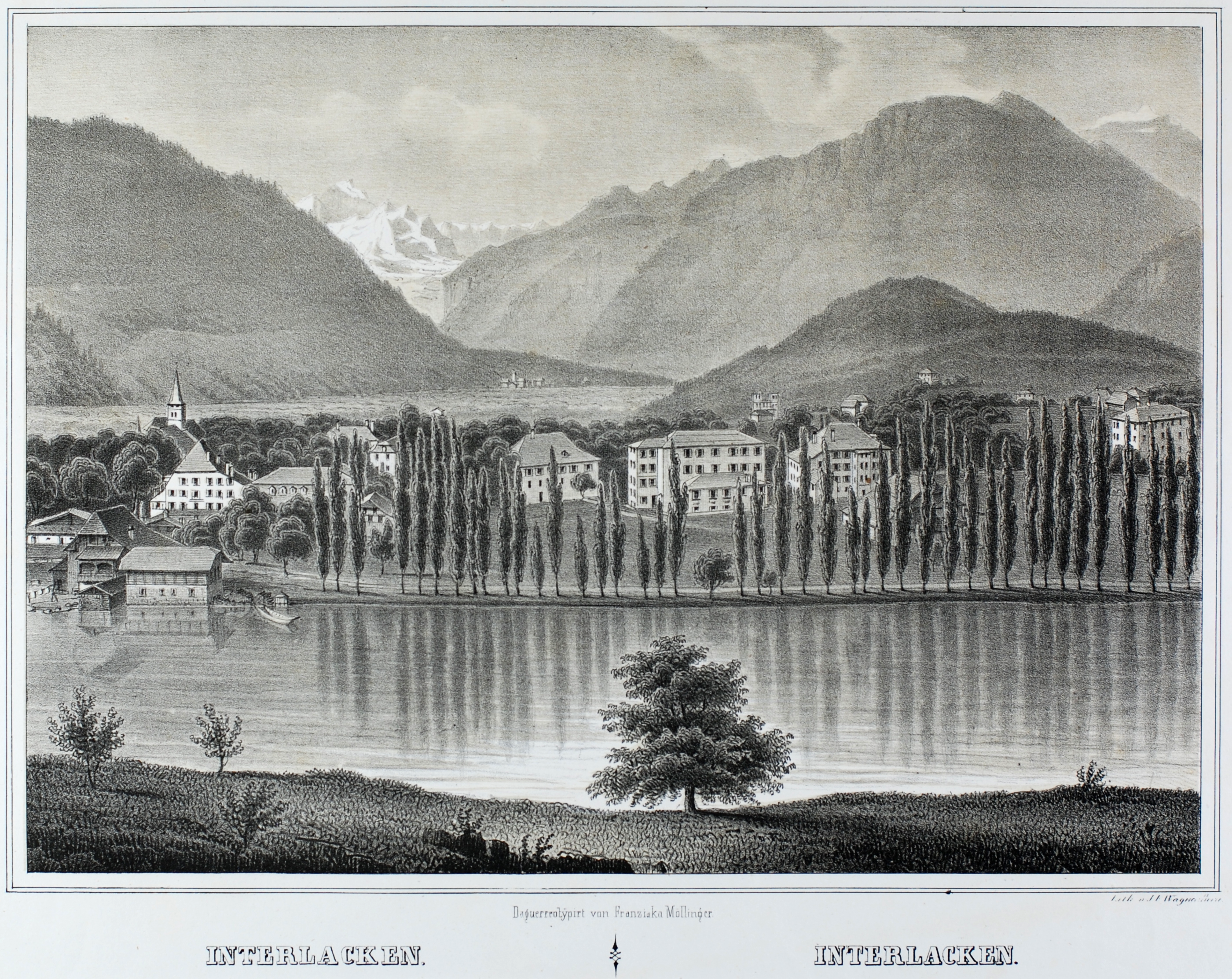
Interlaken
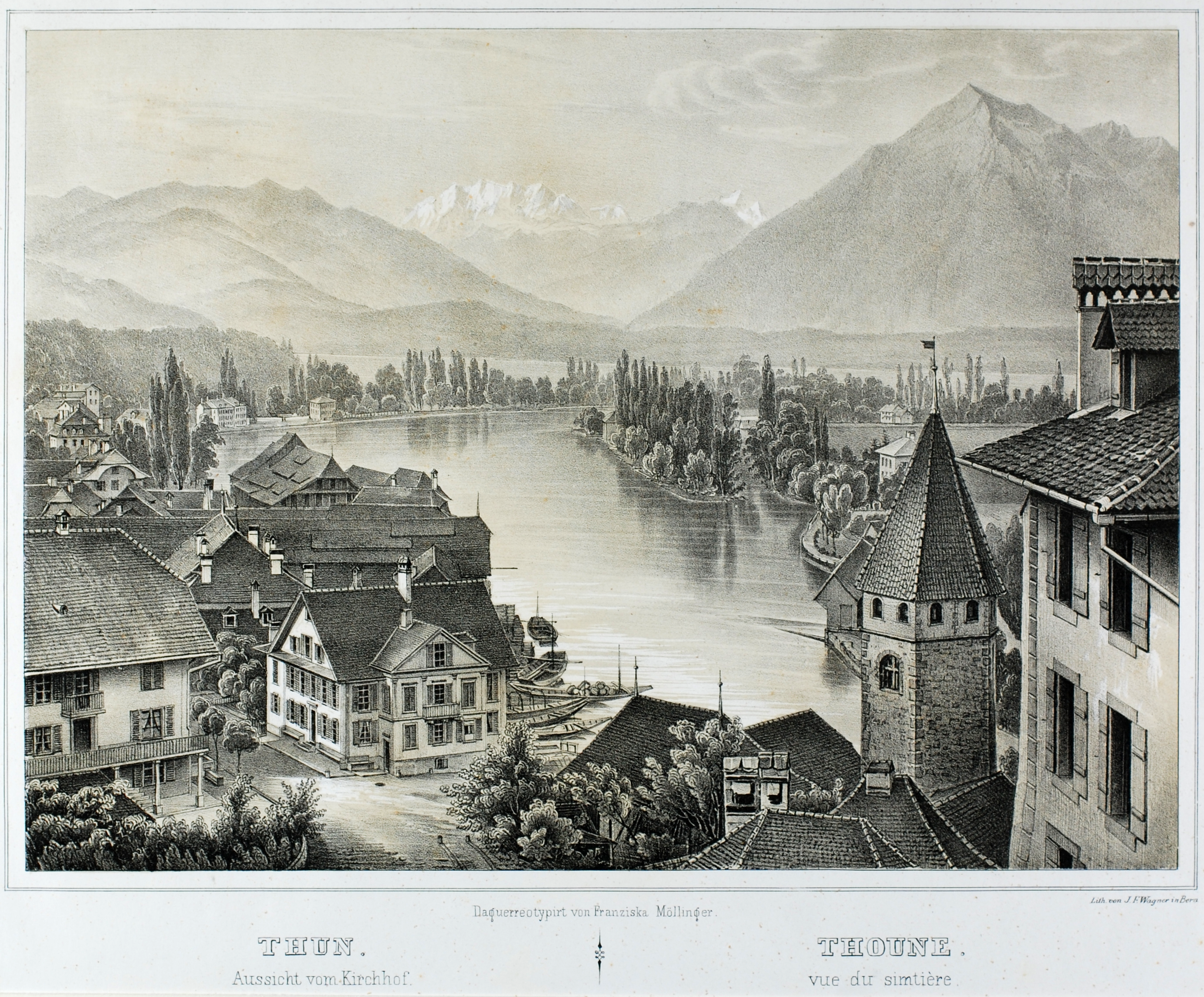
Thun

### Krajina

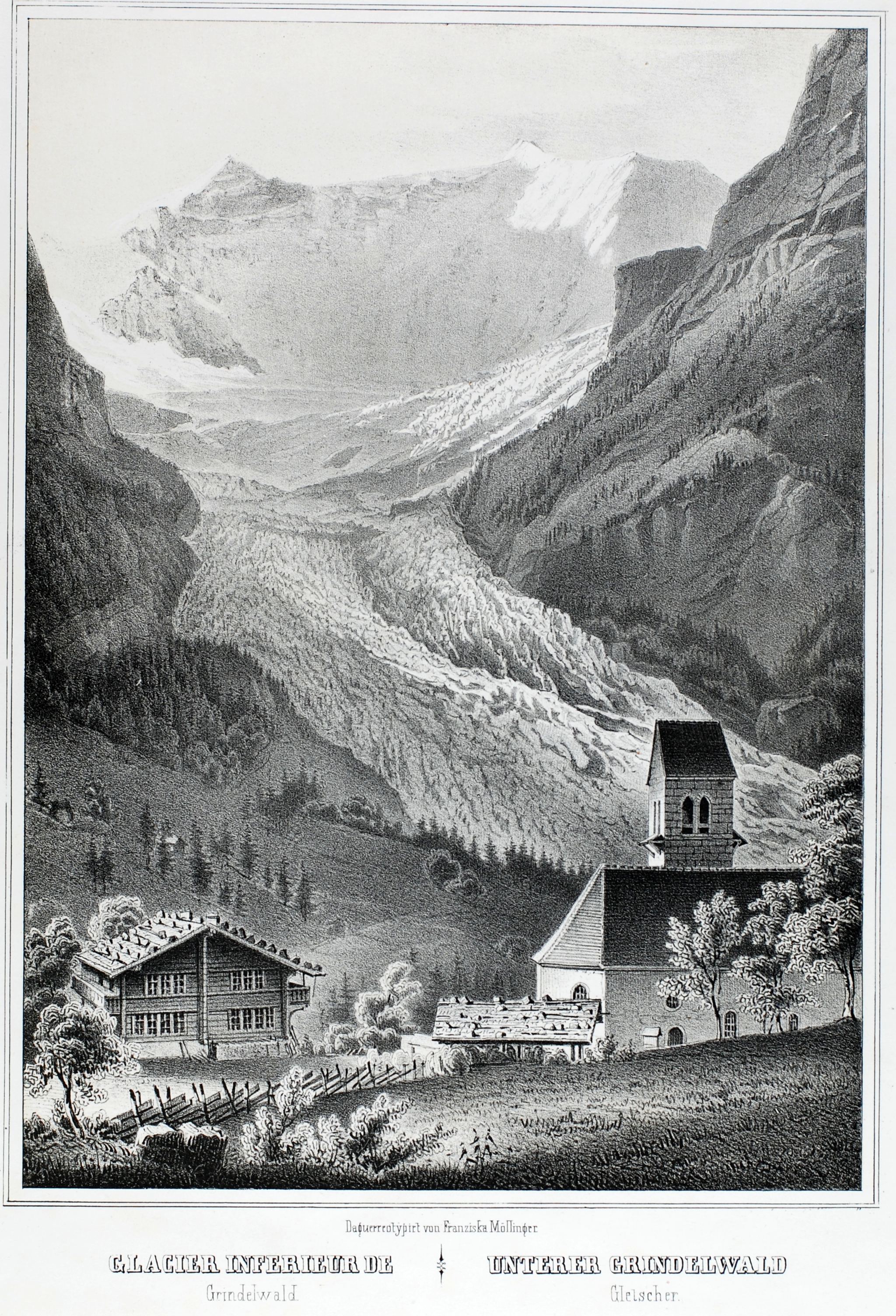
Ledovec Grindelwald
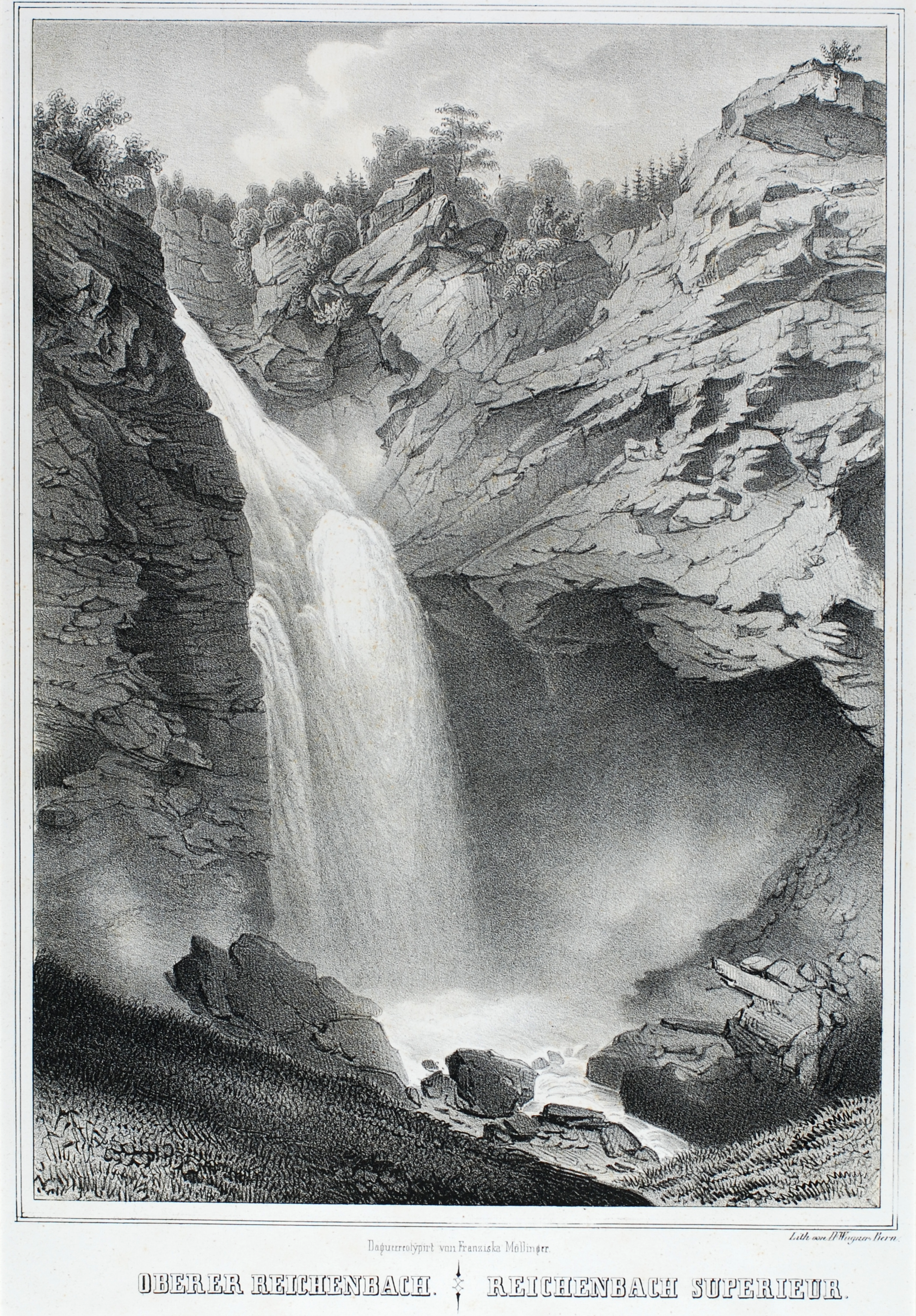
Oberer Reichenbach
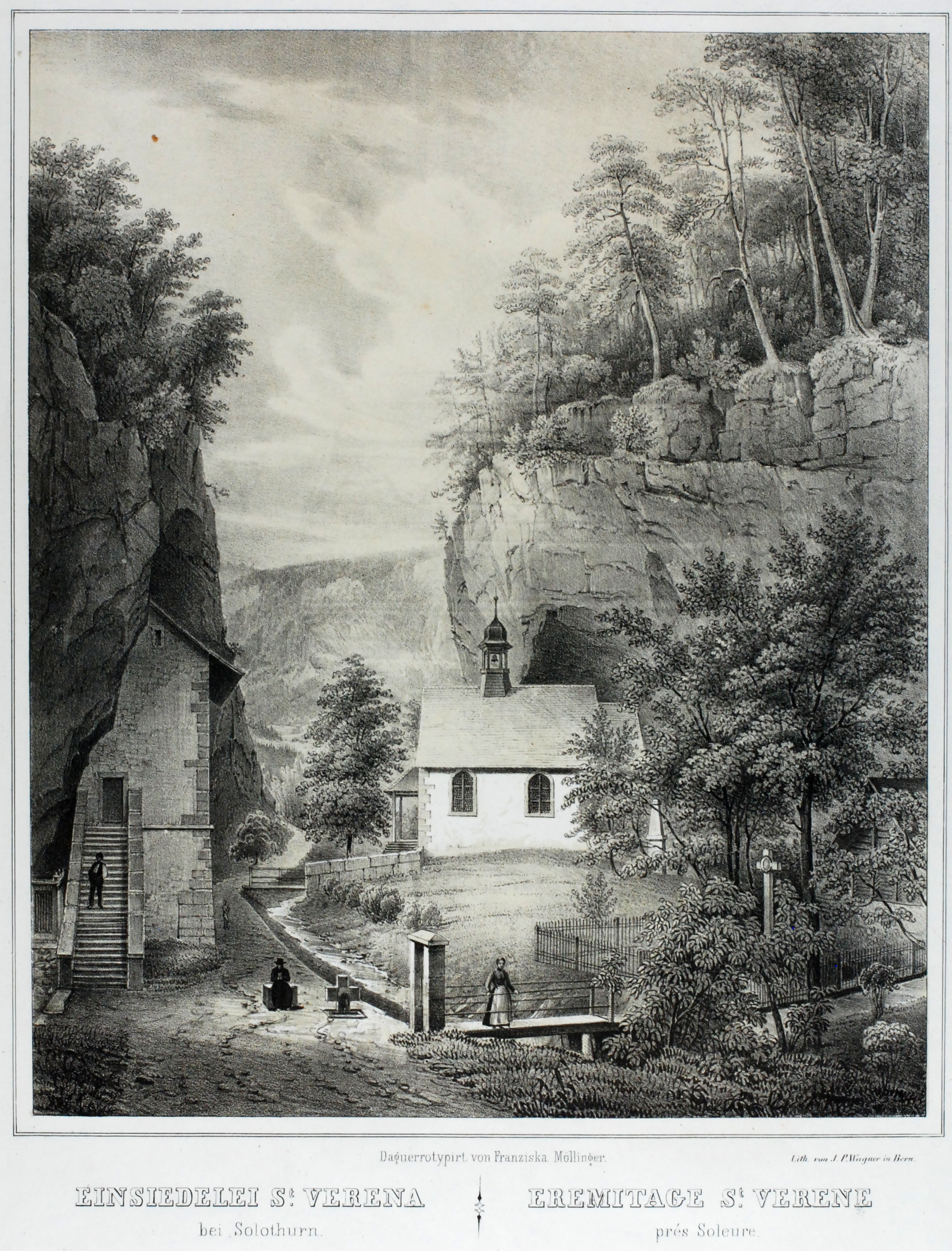
Verena Schlucht
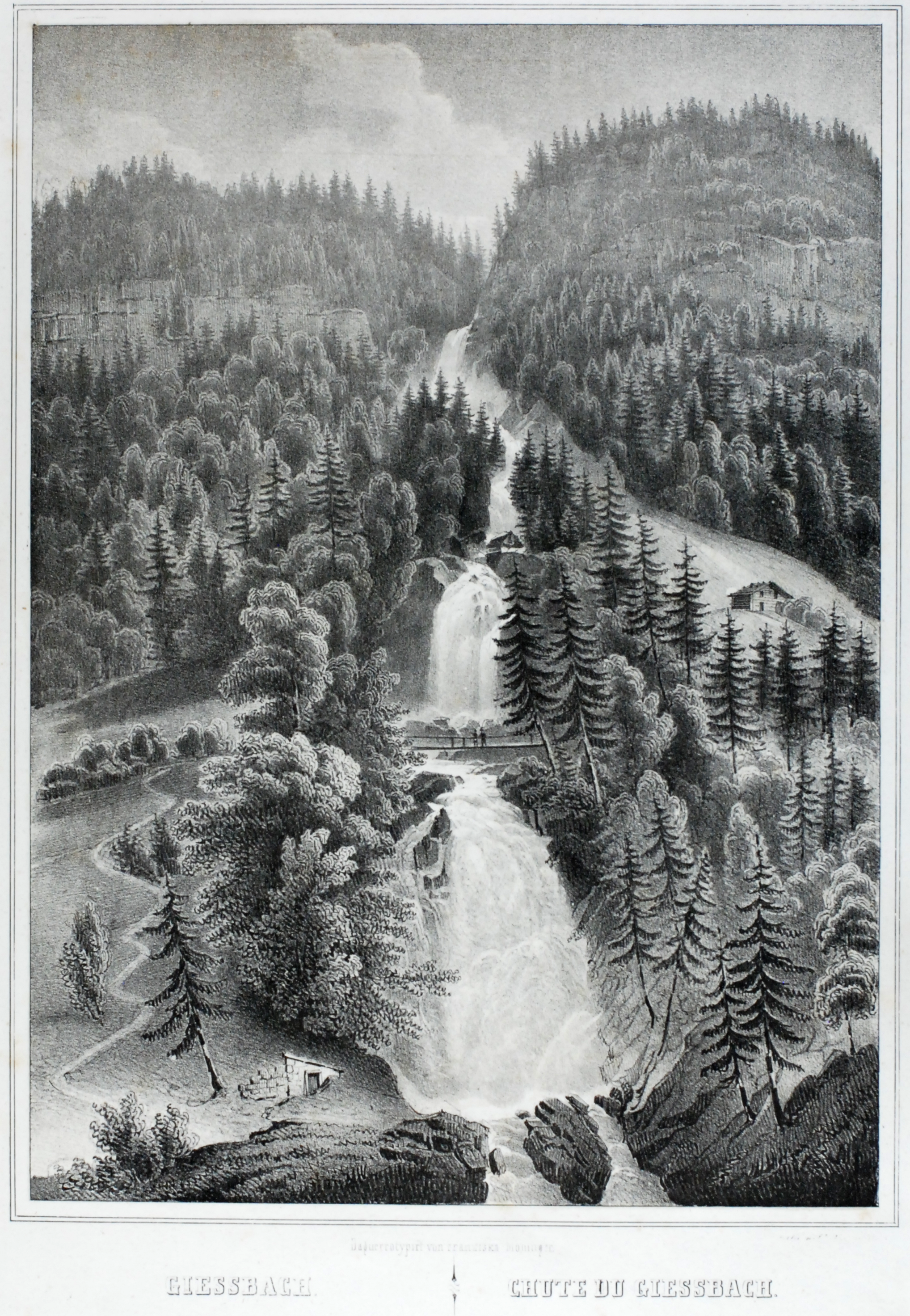
Giessbach